# Danijel Žeželj
Danijel Žeželj hrvatski je strip crtač, slikar, ilustrator i autor mnogih grafičkih romana.

## Biografija
Studirao je klasično slikarstvo na Akademiji likovnih umjetnosti u Zagrebu.
Njegovi radovi objavljeni su i prikazani u Hrvatskoj, Sloveniji, Ujedinjenom Kraljevstvu, Švicarskoj, Francuskoj, Italiji, Španjolskoj, SAD-u i drugim zemljama, kao i u mnogim publikacijama (Marvel Comics, New York Times itd.).
Od 1999, u kolaboraciji s glazbenicom Jessicom Lurie, stvorio je seriju multimedijkih izvedbi koje mješaju glazbu sa slikanjem u stvarnom vremenu. One su izvođene na festivalima i u klubovima, crkvama preko čitave Europe i SAD-a.

## Vanjske poveznice
- ComicBookDB, Danijel Žeželj  Arhivirana inačica izvorne stranice od 23. ožujka 2015. (Wayback Machine)
- Danijel Žeželj na Lambiekovoj Comiclopediji